# سفارة أوكرانيا في صربيا
سفارة أوكرانيا في صربيا هي أرفع تمثيل دبلوماسي لدولة أوكرانيا لدى صربيا. تقع السفارة في بلغراد وهي تهدف لتعزيز المصالح الأوكرانية في صربيا.

## وصلات خارجية
- الموقع الرسمي
- قائمة سفارات أوكرانيا
- قائمة السفارات في صربيا